# Gare de Dommartin – Remiencourt
Gare de Dommartin - Remiencourt – przystanek kolejowy w Dommartin, w departamencie Somma, w regionie Hauts-de-France, we Francji.
Jest przystankiem kolejowym Société nationale des chemins de fer français (SNCF), obsługiwanym przez pociągi TER Picardie.

## Położenie
Znajduje się na wysokości 49 m n.p.m., na km 116,537 linii Paryż – Lille, pomiędzy stacjami Ailly-sur-Noye i Boves.

## Historia
Linia, która biegnie przez miejscowość została otwarta 20 czerwca 1846 przez Compagnie du chemin de fer du Nord.

## Usługi
Jest obsługiwany przez pociągi TER Picardie linii 22 Paryż-Amiens.